# Giuseppe Gerli
Giuseppe Gerli   (Milà, 14 de gener de 1812 - Milà, 14 d'abril de 1885) fou un teòric i compositor de música italià.
Fou professor del conservatori de la seva ciutat, i va escriure molta música religiosa, de cambra i per a piano, auxì com algunes òperes.
Entre altres treballs didàctics es varen publicar d'aquest autor els següents: Dialoghi illustrti d'Armonia, Guida ad un coros d'Atrmonia pratica, i L'allievo al primo corso vocale.